# Ophiola paludosa
Ophiola paludosa är en insektsart som först beskrevs av Karl Henrik Boheman 1845.  Ophiola paludosa ingår i släktet Ophiola, och familjen dvärgstritar. Arten är reproducerande i Sverige.